# Somatisch zenuwstelsel

Somatisch zenuwstelsel

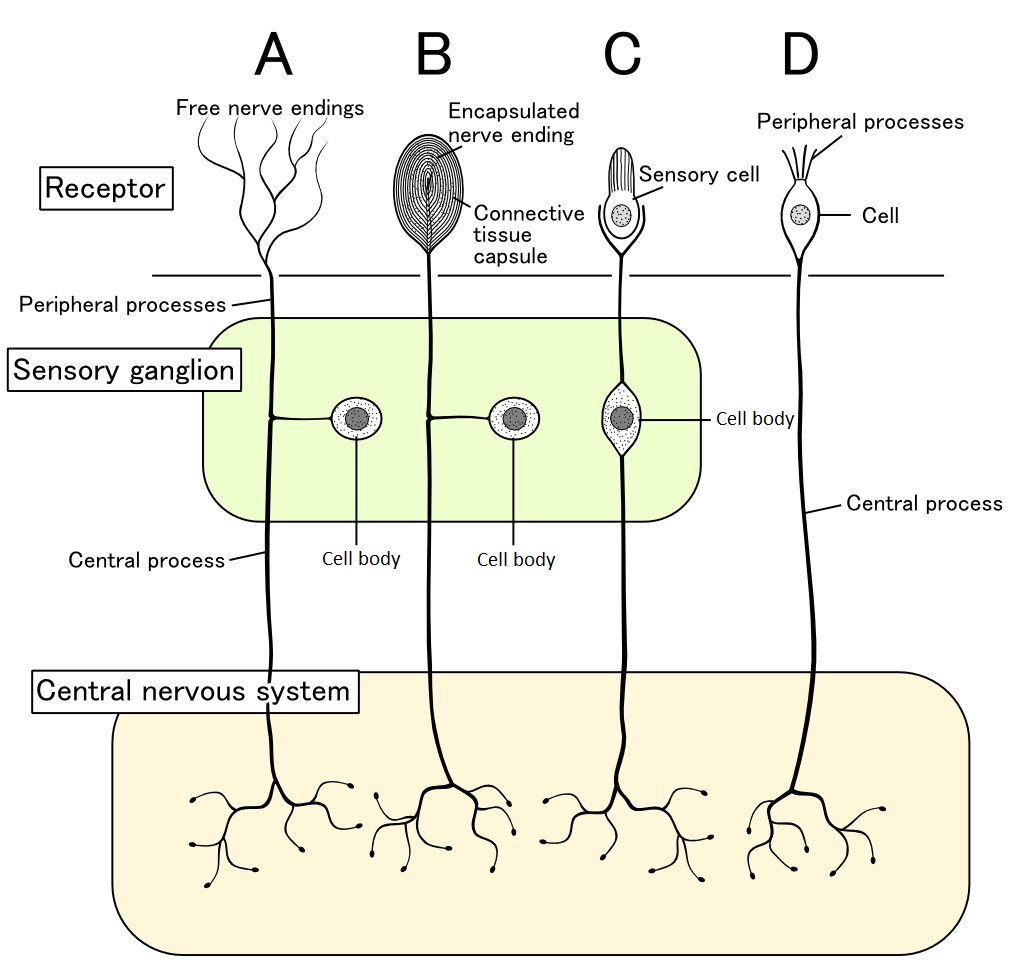
Structuur van het somatisch zenuwstelsel

Het somatisch zenuwstelsel (Oudgrieks: σῶμα soma, nl:lichaam), ook wel genoemd het animale zenuwstelsel, het cerebrospinale zenuwstelsel of het willekeurige zenuwstelsel van gewervelden controleert de interacties met de buitenwereld. Het zenuwstelsel bestaat uit een centraal zenuwstelsel (hersenen en ruggenmerg) en een somatisch deel dat tot het perifere zenuwstelsel behoort (de zenuwen van hoofd, romp en ledematen).
Het somatisch zenuwstelsel dient voor bewuste waarneming, willekeurige bewegingen en verwerking van opgenomen informatie (integratie). Hier zijn zintuigen en skeletspieren bij betrokken. Door het somatische zenuwstelsel worden houding en beweging van het lichaam geregeld.
De sensorische neuronen brengen boodschappen over vanuit de waarnemingsorganen (ogen, oren, neus, huid, enz.); de motorische neuronen activeren de skeletspieren (de spieren, die met pezen aan de botten vastzitten): bijvoorbeeld de halsspier om het hoofd te draaien. Mensen kunnen bewust controle uitoefenen over dit deel van het zenuwstelsel (vandaar ook de naam willekeurig zenuwstelsel). Samen met het autonoom zenuwstelsel, ook wel genoemd het vegetatieve zenuwstelsel en het centrale zenuwstelsel vormen ze het gehele zenuwstelsel.
Dwarsgestreept spierweefsel wordt geïnnerveerd (middels activiteit geactiveerd) door het somatische zenuwstelsel. Glad spierweefsel wordt geïnnerveerd door het motorische zenuwstelsel.

## Criteria voor afbakening
Het onderscheid tussen het somatische en het autonoom zenuwstelsel kan gemaakt worden op basis van anatomische, fysiologische en farmacologische criteria.

### Anatomie en histologie
Net als bij het autonome zenuwstelsel, is het somatische zenuwstelsel verdeeld in het sensorisch zenuwstelsel en motorisch zenuwstelsel.

#### Sensorische zenuw en zenuwcellen
Een sensorische zenuw, ook wel afferente zenuw (afferent = aanvoerend) is een gevoelszenuw. Het zenuwstelsel is via sensorische zenuwen functioneel verbonden met het organisme en de omgeving.
Prikkels uit het milieu worden door de zintuigcellen opgevangen en als impulsen via de sensorische zenuwen naar het centraal zenuwstelsel geleid waar ze in het ruggenmerg aan de rugzijde binnenkomen. Dit soort prikkels noemt men exteroceptieve prikkels. Het centraal zenuwstelsel reageert hierop via de motorische zenuwen die de spieren aansturen. De hieruit volgende bewegingen worden gecontroleerd en gereguleerd via sensorische zenuwen, door middel van proprioceptieve prikkels.
Om onderscheid te maken tussen sensibiliteit op externe en interne prikkels wordt dus gesproken van exteroceptieve en proprioceptieve sensibiliteit.
De sensorische zenuwcellen (ook wel gevoelszenuwcellen of afferente zenuwcellen genoemd), de neuronen van het somatische zenuwstelsel geleiden impulsen van zintuigcellen naar het centrale zenuwstelsel. Sensorische zenuwcellen zijn in het algemeen de naar de cerebrale centra lopende zenuwen van de zintuigen zoals de reukzenuw (nervus olfactorius) N.I, de optische zenuwbaan (tractus opticus) N.II, de gehoorzenuw (nervus cochlearis) N.VIII, de evenwichtszenuw (nervus vestibularis) N.VIII en de smaakzenuwen van verschillende hersenzenuwen (tractus solitarii) N.VII en N.IX. Deze zenuwbanen bestaan uit verschillende gestaffelde neuronenketens, de optische zenuwbaan bestaat bijvoorbeeld uit een keten van in totaal vier neuronen, de dorsale gehoorzenuw uit een keten van drie neuronen.
De cellichamen van de meeste sensorische zenuwcellen liggen vlak bij het centrale zenuwstelsel. Een sensorische zenuwcel heeft een lange dendriet (formeel eigenlijk het perifere deel van het pseudo-unipolaire axon) en een kortere axon (feitelijk het centrale deel van het axon). Soms is de dendriet wel een meter lang, bijvoorbeeld bij een sensorische zenuwcel die impulsen geleidt van een zintuigcel in een teen naar het cellichaam vlak bij het ruggenmerg. Deze sensorische zenuwcellen krijgen hun impulsen van een gevoelsreceptor en hebben meestal maar een uitloper, die zich direct in twee vertakt, een naar de receptor en een naar het centraal zenuwstelsel

#### Motorische zenuw en zenuwcellen
Een motorische zenuw, ook wel efferente zenuw (efferent = afvoerend) of bewegingszenuw innerveert de motoriek van een organisme. Het zenuwstelsel is functioneel verbonden met de omgeving.
Prikkels uit het milieu worden door de zintuigcellen via de sensorische zenuwen naar het centrale zenuwstelsel geleid (exteroceptieve prikkels). Als antwoord gaat van het centrale zenuwstelsel via de motorische zenuwen een impuls naar de spieren, waardoor deze samentrekken. Voor controle en regeling van de reactie van de spier gaat er via sensorische zenuwen een terugkoppeling naar het centrale zenuwstelsel (proprioceptieve prikkels).
De motoriek is in te delen in een op het milieu betrokken oikotrope motoriek (animaal) (willekeurig, dwarsgestreept spierweefsel) en een idiotrope (vegetatieve) motoriek (onwillekeurig, glad spierweefsel).
De motorische zenuwcellen of efferente zenuwcellen (informeel ook wel de bewegingszenuwcellen) zijn zenuwcellen die impulsen van het centraal zenuwstelsel naar de spieren geleiden. Het cellichaam van de zenuwcel ligt meestal in het centraal zenuwstelsel. De impulsen gaan via het axon van de zenuwcel naar de betreffende spier, waardoor deze samentrekt.

#### Farmacologisch
Farmacologisch zijn op grond van verschillende overdrachtsstoffen (neurotransmitters) de zenuwstelsels ook van elkaar te onderscheiden. Zogenoemde adrenerge en nicotine-achtige neurotransmitters zijn alleen werkzaam op het autonoom zenuwstelsel. Bij het somatische zenuwstelsel is een van de werkzame stoffen acetylcholine. Deze stof beïnvloedt echter ook de parasympathische zenuwen van het autonoom zenuwstelsel. Er zijn ook specifieke farmacologische remstoffen zoals alfablokkers en bètablokkers voor het sympathische zenuwstelsel, atropine voor het parasympathische zenuwstelsel en bijvoorbeeld curare voor het somatische zenuwstelsel.

## Interactie met autonoom zenuwstelsel
De bewuste waarneming door het somatische zenuwstelsel is voor de verhoging van de prestaties van de dwarsgestreepte spieren afhankelijk van de ondersteuning van het autonoom zenuwstelsel. Om de prestaties van het centraal zenuwstelsel te verbeteren, zijn zogenaamde ergotrofe reacties essentieel. Deze worden gegarandeerd door het sympathische zenuwstelsel. Sensorische zenuwcellen van autonome zenuwen van interne organen hebben een gedeeltelijk bewust signaaleffect (bijvoorbeeld maag-darm ongemak). Geur en smaakzenuwen daarentegen hebben koppelingen met het spijsverteringsstelsel middels het enterisch zenuwstelsel, dat moet worden beschouwd als het grootste orgaansysteem met autonome zenuwen. Het enterische zenuwstelsel communiceert normaal gesproken met het centrale zenuwstelsel via de nervus vagus en het sympathische zenuwstelsel. Maar onderzoek, waarbij de nervus vagus wordt doorgesneden, toont aan dat het enterische zenuwstelsel ook geheel zelfstandig kan functioneren alsof het een eigen "brein" heeft. Het bevat autonome en sensorische zenuwcellen en interneuronen en het maakt gebruik van meer dan 30 neurotransmitters, waaronder acetylcholine, dopamine en serotonine. Deze en andere eigenschappen maken het voor het enterische zenuwstelsel mogelijk als een zelfstandig systeem te functioneren. Dit zijn enkele voorbeelden van de interactie tussen het somatische en het autonome zenuwstelsel.